# Arteriosclerosis cerebral

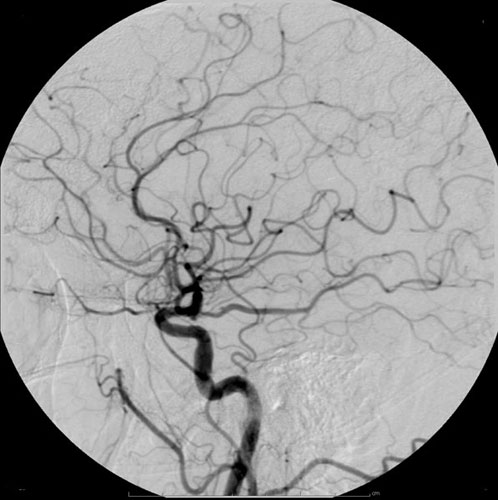
Angiograma cerebral obtenido usando un medio de contraste a base de yodo

La aterosclerosis cerebral es un tipo de aterosclerosis en la que se produce una acumulación de placa en los vasos sanguíneos del cerebro. Algunos de los principales componentes de las placas son tejido conectivo, matriz extracelular, incluyendo colágeno, proteoglicanos, fibronectina y fibras elásticas; colesterol cristalino, ésteres de colesterol y fosfolípidos; y células como macrófagos derivados de monocitos, linfocitos T y  células musculares lisas. La placa que se acumula puede llevar a complicaciones adicionales, como el accidente cerebrovascular, ya que la placa interrumpe el flujo sanguíneo dentro de las arteriolas intracraneales. Esto causa que las secciones del cerebro río abajo, que normalmente serían abastecidas por la arteria bloqueada, sufran de isquemia. El diagnóstico de la enfermedad se realiza normalmente a través de tecnologías de imagen, como angiogramas o resonancia magnética. El riesgo de aterosclerosis cerebral y sus enfermedades asociadas parece aumentar con la edad; sin embargo, hay numerosos factores que pueden controlarse para intentar reducir el riesgo.

## Diagnóstico
Angiograma: debido a la remodelación positiva, la acumulación de placa mostrada en el angiograma puede aparecer más adelante en la radiografía, donde el diámetro luminal se vería normal a pesar de que hay un estrechamiento severo en el sitio real. Debido a que los angiogramas requieren rayos X para ser visualizados, el número de veces que un individuo puede realizarse uno en un año está limitado por las pautas sobre la cantidad de radiación a la que pueden estar expuestos en un período de un año.
Resonancia magnética (MRI): la resonancia magnética tiene la capacidad de cuantificar la anatomía y la composición de la placa. Esto permite a los médicos determinar ciertas características de la placa, como la probabilidad de que se desprenda de la pared y se convierta en un émbolo. La MRI no utiliza radiación ionizante, por lo que el número de veces que se usa en una sola persona no es una preocupación; sin embargo, dado que utiliza campos magnéticos fuertes, aquellos que tienen implantes metálicos no pueden usar esta técnica.
Tomografía computarizada (CT): en el contexto de la imagen de la aterosclerosis cerebral, la tomografía computarizada multidireccional (MDCT) a menudo es superior a las tomografías regulares, ya que puede proporcionar una resolución espacial más alta y tiene un tiempo de adquisición más corto. La MDCT utiliza rayos X para obtener la imagen; sin embargo, puede identificar la composición de la placa. Así se puede determinar si la placa es calcificada o rica en lípidos, lo que permite determinar los riesgos inherentes. Los sujetos están expuestos a una cantidad sustancial de radiación con este procedimiento, por lo que su uso está limitado.

## Tratamiento
Las personas asintomático con estenosis intracraneal generalmente se les indica tomar inhibidores de plaquetas de venta libre, como la aspirina, mientras que a aquellos con presentación sintomática se les recetan medicamentos anticoagulantes. Para las personas asintomáticas, la idea es detener la acumulación de placa. No están experimentando síntomas; sin embargo, si se produce más acumulación, es probable que lo hagan. Para las personas sintomáticas, es necesario intentar reducir la cantidad de estenosis. Los medicamentos anticoagulantes reducen la probabilidad de más acumulación mientras intentan descomponer la acumulación actual en la superficie sin que se forme un émbolo. Para aquellos con estenosis severa que están en riesgo de un próximo accidente cerebrovascular, se utiliza tratamiento endovascular. Dependiendo del individuo y la ubicación de la estenosis, hay múltiples tratamientos que pueden llevarse a cabo. Estos incluyen angioplastia, inserción de stent o derivación de la zona bloqueada.

## Enfermedades relacionadas
Arteriopatía hipertensiva: este proceso patológico implica el engrosamiento y daño de las paredes de las arteriolas. Afecta principalmente los extremos de las arteriolas que se encuentran en los núcleos grises profundos y la materia blanca profunda del cerebro. Se cree que esto es lo que causa microhemorragias cerebrales en regiones profundas del cerebro. Este daño en los vasos pequeños también puede reducir la eliminación de amiloide-β, aumentando así la probabilidad de angiopatía amiloide cerebral.
Enfermedad de Alzheimer: la enfermedad de Alzheimer es una forma de demencia que conlleva atrofia cerebral. La angiopatía amiloide cerebral se encuentra en el 90% de los casos en la autopsia, con un 25% siendo CAA severa.
Microhemorragias cerebrales (CMB): se han observado microhemorragias cerebrales durante estudios recientes en personas con demencia usando MRI.
Accidente cerebrovascular: los accidentes cerebrovasculares ocurren por la pérdida repentina de flujo sanguíneo a una área del cerebro. La pérdida de flujo generalmente es debida a un bloqueo o hemorragia. Los estudios de casos de accidente cerebrovascular post-mortem han mostrado que la acumulación de placa aterosclerótica intracraneal ocurrió en más de la mitad de los individuos y en más de un tercio de los casos generales hubo acumulación estenótica.